# Jay-Z
Shawn Corey Carter (født 4. december 1969 i New York City), bedre kendt som JAY-Z, er en amerikansk rapper. Han ejer sportsbar-kæden 40/40 Club, musikstreamingtjenesten Tidal og NBA-holdet Brooklyn Nets. Han er en af de mest succesrige hiphopmusikere og iværksættere i Amerika.[kilde mangler]
Da ingen pladeselskaber ville udgive hans materiale startede han selskabet Roc-A-Fella Records, hvor han har udgivet alle sine album. Han udgav sit debutalbum, Reasonable Doubt, i 1996 og blev derefter hurtigt kendt.
Roc-A-Fella Records samt diverse datterselskaber såsom Roc-A-Fella Films og Rocawear er nu blevet delt op mellem Jay-Z og Damon Dash fordi de to var "vokset" fra hinanden.
I de seneste år han han arbejdet med bl.a. R. Kelly & Linkin Park og optrådte til 2006 Grammy-uddelingerne på scenen med Linkin Park og Paul McCartney
Jay-Z annoncerede i 2003 at The Black Album ville være hans sidste, og at han efter endt tour med albummet, ville trække sig tilbage som kunstner. Han holdt en afskedskoncert i Madison Square Garden, hvor en masse verdensstjerner sammen med Jay-Z optrådte. Koncerten blev optaget og kan ses på filmen Fade to Black.
Han tiltrådte som CEO for Def Jam Records; en stilling som han forlod pr. 1. januar 2008.
Han er dog "vendt tilbage" som kunstner med albummet Kingdom Come, og har samtidig touret rundt i verden for at samle ind til en organisation, der arbejder for at "skaffe vand" til ulande.
Jay-Z har også over de sidste år haft et opgør med rapperen Nas, som dog forstummede i efteråret 2005, da Jay-Z under en koncert i New Jersey, bragte Nas frem på scenen, for så at optræde sammen med den sang, som Jay-Z skrev for at "disse" Nas, da deres strid var på sit højeste.
Jay-Z signede i samme periode Nas til Def Jam Records. Han er gift med sangerinden Beyonce Knowles. Brylluppet fandt sted i April 2008.
Jay-Z har via sit pladeselskab bragt talenter såsom Kanye West og Rihanna, frem i lyset.
Jay-Zs 11. studiealbum The Blueprint 3 udkom i 2008 og er udelukkende produceret af produceren Kanye West.
I august 2011 udkom Jay-Z & Kanye West's album Watch the Throne som bl.a. indeholder hitsinglen "Otis", hvilken de 2 rappere samtidig har udgivet musikvideo til.
Desuden købte Jay-Z sig også i august måned 2011 ind i Pharrell Williams tøjmærke Billionaire Boys Club. Hvad mærkets fremtid indebærer er stadig uvist. Først gik nyheden på at Jay-Z skulle have købt alle rettigheder til mærket, men det kom dog senere frem på Billionaire Boys Club egen blog, at Pharrell Williams stadig vil være en del af mærkets fremtid.

## Diskografi

### Studiealbum
- 1996: Reasonable Doubt
- 1997: In My Lifetime, Vol. 1
- 1998: Vol. 2: Hard Knock Life
- 1999: Vol. 3: Life and Times of S. Carter
- 2000: The Dynasty: Roc La Familia
- 2001: The Blueprint
- 2002: The Blueprint²: The Gift & the Curse
- 2003: The Black Album
- 2006: Kingdom Come
- 2007: American Gangster
- 2009: The Blueprint 3
- 2011: Watch the Throne
- 2013: Magna Carta... Holy Grail
- 2017: 4:44

### Kollaborationsalbum
- 1998: Streets Is Watching (with various artists)
- 2002: The Best of Both Worlds (with R. Kelly)
- 2004: Unfinished Business (with R. Kelly)
- 2004: Collision Course (with Linkin Park)
- 2011: Watch the Throne (with Kanye West)

### Kompileringsalbum
- 2001: Jay-Z: Unplugged
- 2002: Chapter One: Greatest Hits
- 2003: Bring It On: The Best of Jay-Z
- 2006: Greatest Hits

## Singler
| År   | Titel                                                                | Album                                  |
| ---- | -------------------------------------------------------------------- | -------------------------------------- |
| 1996 | Can't Knock The Hustle                                               | Reasonable Doubt                       |
| 1996 | Ain't No Nigga/Dead Presidents II                                    | Reasonable Doubt                       |
| 1996 | Feelin' It                                                           | Reasonable Doubt                       |
| 1997 | Who You Wit 2                                                        | In My Lifetime, Vol. 1                 |
| 1997 | (Always Be My) Sunshine (featuring Babyface & Foxy Brown)            | In My Lifetime, Vol. 1                 |
| 1997 | The City Is Mine                                                     | In My Lifetime, Vol. 1                 |
| 1997 | Wishing On A Star                                                    | In My Lifetime, Vol. 1                 |
| 1998 | It's Alright (featuring Memphis Bleek)                               | Streets Is Watching (Soundtrack)       |
| 1998 | Love For Free                                                        | Streets Is Watching (Soundtrack)       |
| 1998 | Hard Knock Life (Ghetto Anthem)                                      | Vol. 2: Hard Knock Life                |
| 1998 | Jigga What, Jigga Who                                                | Vol. 2: Hard Knock Life                |
| 1998 | Money, Cash Hoes (featuring DMX)                                     | Vol. 2: Hard Knock Life                |
| 1999 | Can I Get A ... (featuring Amil & Ja Rule)                           | Vol. 2: Hard Knock Life                |
| 1999 | Money Ain't A Thing (med JD)                                         | Vol. 2: Hard Knock Life                |
| 1999 | Anything                                                             | Vol. 3: Life and Times of S. Carter    |
| 1999 | Big Pimpin' (featuring UGK                                           | Vol. 3: Life and Times of S. Carter    |
| 1999 | Do It Again (Put Ya Hands Up) (featuring Beanie Sigel & Amil)        | Vol. 3: Life and Times of S. Carter    |
| 1999 | Jigga My Nigga                                                       | Vol. 3: Life and Times of S. Carter    |
| 1999 | Girl's Best Friend                                                   | Vol. 3: Life and Times of S. Carter    |
| 2000 | I Just Wanna Love U (Give It 2 Me) (featuring Pharrell & J.U.I.C.E.) | The Dynasty: Roc La Familia            |
| 2000 | Change The Game (featuring Beanie Sigel, Memphis Bleek & Static)     | The Dynasty: Roc La Familia            |
| 2000 | Guilty Until Proven Innocent (featuring R. Kelly)                    | The Dynasty: Roc La Familia            |
| 2001 | Izzo (H.O.V.A.)                                                      | The Blueprint                          |
| 2001 | Girls, Girls, Girls                                                  | The Blueprint                          |
| 2001 | Jigga That Nigga                                                     | The Blueprint                          |
| 2001 | Song Cry                                                             | The Blueprint                          |
| 2001 | People Talking                                                       | MTV Unplugged                          |
| 2002 | Honey                                                                | The Best of Both Worlds (med R. Kelly) |
| 2002 | Get This Money                                                       | The Best of Both Worlds (med R. Kelly) |
| 2002 | The Best Of Both Worlds                                              | The Best of Both Worlds (med R. Kelly) |
| 2002 | Take You Home With Me A.K.A. Body                                    | The Best of Both Worlds (med R. Kelly) |
| 2002 | Somebody's Girl                                                      | The Best of Both Worlds (med R. Kelly) |
| 2002 | Shake Ya Body                                                        | The Best of Both Worlds (med R. Kelly) |
| 2003 | '03 Bonnie & Clyde (featuring Beyoncé)                               | The Blueprint²: The Gift & the Curse   |
| 2003 | Excuse Me Miss (featuring Pharrell)                                  | The Blueprint²: The Gift & the Curse   |
| 2003 | La-La-La (Excuse Me Miss Again)                                      | Bad Boys II (Soundtrack)               |
| 2003 | Change Clothes (featuring Pharrell                                   | The Black Album                        |
| 2003 | Dirt Off Your Shoulder                                               | The Black Album                        |
| 2003 | Encore                                                               | The Black Album                        |
| 2003 | What More Can I Say                                                  | The Black Album                        |
| 2003 | 99 Problems                                                          | The Black Album                        |
| 2004 | Big Chips                                                            | Unfinished Business (med R. Kelly)     |
| 2004 | Don't Let Me Die                                                     | Unfinished Business (med R. Kelly)     |
| 2004 | Numb/Encore                                                          | Collision Course (med Linkin Park)     |
| 2006 | Show Me What You Got                                                 | Kingdom Come                           |
| 2006 | Lost Ones (featuring Chrisette Michele)                              | Kingdom Come                           |
| 2007 | 30 Something                                                         | Kingdom Come                           |
| 2007 | Hollywood (featuring Beyoncé)                                        | Kingdom Come                           |
| 2009 | Run This Town (Featuring Rihanna og Kanye West)                      | The Blueprint 3                        |
| 2009 | Empire State Of Mind (Featuring Alica Keys)                          | The Blueprint 3                        |
| 2011 | H.A.M. (Featuring Kanye West)                                        | Watch the Throne                       |